# Dumitru Nechifor
Dumitru Nechifor (n. 25 septembrie 1941, Boscoteni, comuna Frumușica, jud. Botoșani) este un fost deputat român în legislatura 1990-1992, ales în județul Botoșani pe listele partidului FSN.
Dumitru Nechifor este absolvent al Facultății de Agronomie Iași, promoția 1966.
Căsătorit cu Afrodita Nechifor (n 20.04.1943), 2 copii: Ovidiu-Marian și Iuliana.